# Cesare Gravina
Cesare Gravina (23 de janeiro de 1858 – 16 de setembro de 1954) foi um ator italiano da era do cinema mudo. Ele apareceu em 60 filmes entre 1912 e 1926. Nasceu em Nápoles, Itália.

## Filmografia selecionada
- Madame Butterfly (1915)
- Madame X (1920)
- Cheating Cheaters (1927)
- The Trail of '98 (1928)
- The Man Who Laughs (1928)
- Burning the Wind (1929)